# Centrale thermique de Dunkerque de 1962
La centrale thermique de Dunkerque de 1962, appelée aussi « centrale des dunes » en raison de son implantation, est une centrale thermique au gaz implantée à l'entrée du port de Dunkerque en 1962. Elle a permis d'utiliser le gaz des hauts fourneaux de la sidérurgie d'Usinor, complété par l'approvisionnement en fioul, une douzaine d'années avant le lancement des travaux de la Centrale nucléaire de Gravelines. La centrale est située sur un site distinct de celui d'une autre centrale thermique qui prend le relais dans les années 2010, la centrale DK6.

## Histoire

### Les précédents sites d'électricité industrielle
À partir de 1934, une centrale électrique est construite à Dunkerque par la société Alsthom pour l'usine d'huile d'arachide de Lesieur (entreprise), l'une des plus grosses d'Europe, dirigée par Paul Brisswalter, Dunkerquois d'adoption.
En 1940, l'interruption du trafic des graines d'arachides en provenance du Sénégal a conduit ses dirigeants à délocaliser la production sur place. Les allemands consacrent la totalité de l'énergie électrique à l'éclairage. Le 22 septembre 1944, la centrale essuie un violent bombardement aérien. Les Alliés récidivent cinq jours plus tard et l'anéantissent.
Après la Seconde Guerre mondiale, l'agglomération dunkerquoise est détruite à 70 %, le port à 100 %, les habitants habitent dans des « chalets » préfabriqués et le village de Grande-Synthe, anéanti. Théodore Leveau et Jean Niermans lancent la reconstruction.

### Le grand projet de la fin des années 1950
L'installation des hauts fourneaux d'Usinor à Dunkerque, pour profiter des dérivés du Procédé Ugine-Perrin à la pointe de la technologie des aciers inox est prévue dès 1956. Le port de Dunkerque profite aussi de l'expansion de Lesieur (entreprise), devenu le premier huilier du marché français, avec 125 millions de litres d’huile vendus contre 30 millions de litres en 1950.
La reconstruction du port de Dunkerque est terminée en 1955. Député-maire de Gravelines, Albert Denvers (SFIO), par ailleurs vice-président de la commission des Finances de l'Assemblée, et Paul Reynaud obtiennent en 1956 la localisation définitive à Dunkerque, décidée par le gouvernement français, du complexe Usinor de sidérurgie sur l'eau de préférence aux autres places portuaires, comme le Havre. "Le port de Dunkerque est en péril de mort", souligne Albert Denvers à ses interlocuteurs, à ce sujet. Après avoir été ministre de l'Économie nationale et des Finances de la France en 1948, Paul Reynaud a siègé dès 1952 à l'Assemblée commune de la Communauté européenne du charbon et de l'acier.
Jean Monnet, Commissaire au Plan, s'est fait auparavant le porte-voix du projet de renouveau de la politique sidérurgique française en déclarant qu'un "grand atelier de transformation comme la France exige de façon absolue une production industrielle d'acier".
En 1957, le port est reconstruit en ZIP (zone industrialoportuaire), avec de grands travaux pour le creusement de bassins à flot, permettant d'accueillir de grands navires transportant  des hydrocarbures. Dans ce but, un bassin maritime est construit (1958-1962) et une gare de triage devenue, la plus grande de France, l’écluse Charles de Gaulle, et le projet a aussi engendré entre 1958 et 1962 l’extension de la raffinerie BP.
En raison de la crise économique de 1956-1957 causée par la Guerre d'Algérie et la crise du canal de Suez, ce sera seulement en 1959, que Dunkerque accueille la construction de l'usine Usinor, ouverte en 1962. S'installent à proximité la raffinerie BP, Air Liquide, Vallourec, la Compagnie Métallurgique de Provence et surtout une centrale électrique de 500 MW qui va utiliser le gaz des hauts fourneaux d'Usinor, dont l'entrée en service n'est finalement prévue qu'en 1962, retardant l'ensemble de la croissance de la zone portuaire.

### Une centrale sur du béton, près du sable
La centrale EDF a été implantée à l'entrée du Port de Dunkerque et l'année de sa mise en fonction sera finalement 1962. Sa production est destinée à satisfaire les besoins de toute l'agglomération, qui passe de 70 000 à 200 000 habitants en cinq ans, entre 1958 et 1963. Avec pour mission de s'intégrer dans le réseau régional et national, la centrale utilise l'eau de la mer du Nord pour son refroidissement et a vu ses principales caractéristiques déterminées par ses relations avec la sidérurgie locale. Les deux premiers groupes de 125 MW fonctionnant au gaz de haut-fourneau et au fuel ont été couplés au réseau respectivement en novembre 1962 et en juin 1963.
La centrale a été construite à partir d'octobre 1960 dans un bâtiment usine long de 86 mètres, large de 26 mètres et haut de 48 mètres sur un radier de béton. Le bâtiment et son socles sont établis ainsi sur un terrain de faible dimension (8 hectares) et de résistance médiocre, provenant d'un ensablement postérieur à 1876, date de l'édification des jetées de l'avant-port de Dunkerque.
Très automatisée et employant moins de 200 personnes, elle a selon les industriels apporté une « réponse très satisfaisante aux besoins de la croissance » dunkerquoise durant sa « période sidérurgique », mais elle n'avait « pas de possibilités d'extension ».
Une douzaine d'années plus tard, EDF lance un autre projet d'envergure dans la même zone portuaire, cette fois dans le domaine nucléaire sur un terrain de 150 ha, à l'ouest du nouvel avant-port. Le 5 mars 1974, le conseil des ministres français autorise le programme de douze tranches de neuf cent dix mégawatts de la filière réacteur à eau pressurisée (R.E.P), dont quatre à Gravelines, près de Dunkerque. Les travaux commencent en mai 1974 pour l'édification de la Centrale nucléaire de Gravelines, qui deviendra la plus puissante d'Europe.
Débutée en décembre 2001 avec l'affalement de la première chaudière, la déconstruction du site s'est achevée en 2013 et a été effectuée par la société belge Wanty, qui a aussi effectué la déconstruction de dix-sept centrales thermiques en France et en Belgique.
Le site de Dunkerque accueillera ensuite au XXIe siècle la centrale DK6, au centre d’intérêts convergents entre Arcelor et Gaz de France, la plus importante centrale à cycle combiné de France (deux tranches avec association d’une turbine à gaz et d’une turbine à vapeur) avant la mise en service des deux CCG EDF de Martigues qui totalisent 930 MW.